# Optical Engineering
Optical Engineering — ежемесячный рецензируемый научный журнал, посвященный исследованиям, разработкам и использованию оптической науки и оптической инженерии. Публикуется международным сообществом SPIE . Главный редактор журнала — Майкл Т. Эйсманн (Исследовательская лаборатория ВВС, США). Журнал учитывается в проекте «Научная электронная библиотека» с 39850 цитирований статей.

## Индексирование
Журнал индексируется в:
- Индекс научного цитирования
- Current Contents[англ.] — Физические, Химические и Науки о Земле
- Current Contents — Инженерные науки, вычислительная техника и технологии
- Inspec
- Scopus
- Ei/Compendex
- Астрофизическая система данных

По данным журнала Journal Citation Reports , в 2016 году импакт-фактор 1,082.